# Châtellerault
Pour les articles homonymes, voir Châtellerault (homonymie).
Châtellerault est une commune du Centre-Ouest de la France, située dans le département de la Vienne en région Nouvelle-Aquitaine. Ses habitants se nomment les Châtelleraudais. 
Deuxième ville du département derrière Poitiers, elle compte 31 809 habitants et est à la tête d'une unité urbaine de 41 505 habitants (2010) et d'une aire urbaine de 70 145 habitants (2015).
Située aux confins du Poitou et de la Touraine, sur les bords de la Vienne, Châtellerault est une des deux sous-préfectures du département. Important pôle économique et administratif, en dépit de la fermeture en 1968 de la manufacture d'armes et en 2009 de l'école de gendarmerie qui avaient fait sa réputation, la ville, désormais spécialisée dans les industries de pointe (aéronautique et industrie automobile), est également un centre tertiaire (commerce, établissements d'enseignement). Le bassin châtelleraudais (technopole de Châtellerault) est un important bassin industriel : il accueille des entreprises telles que les Hutchinson, Magneti Marelli, Fenwick-Linde ou encore Thales Avionics et Safran Aircraft Engines (systèmes avioniques, motoriste aéronautique et spatial).
La ville de Châtellerault est également riche de monuments tels que le pont Henri-IV, achevé en 1611, le château de Targé ou encore l'église Saint-Jacques située sur le chemin de Saint-Jacques de Compostelle.

## Géographie

### Situation géographique
La ville de Châtellerault est située au bord de la Vienne, sur l'axe routier et ferroviaire Bordeaux - Paris, à mi chemin entre ces deux villes. Elle est également proche du parc du Futuroscope.

### Communes limitrophes
| Antran  | Ingrandes        | Ingrandes Oyré            |
| Thuré   | Châtellerault    | Senillé-Saint-Sauveur     |
| Naintré | Cenon-sur-Vienne | Availles-en-Châtellerault |

### Quartiers
La ville de Châtellerault se divise en plusieurs quartiers : la Plaine d'Ozon, les Renardières, Châteauneuf, Antoigné, Targé (commune associé), la Forêt, le Lac, l'Etang, la Brelandière, Sanital (zone industrielle), les Minimes et bien sûr le centre-ville. 
Certain quartiers accueillent une proportion importante de logements sociaux : la Plaine d'Ozon, les Renardières, Châteauneuf, et les Minimes. Ils sont classés quartiers prioritaires avec un total de 7 917 habitants en 2020, soit un quart de la ville.

### Religion
La ville de Châtellerault possède plusieurs églises catholiques, protestantes et évangéliques ainsi que trois mosquées.

### Hydrographie

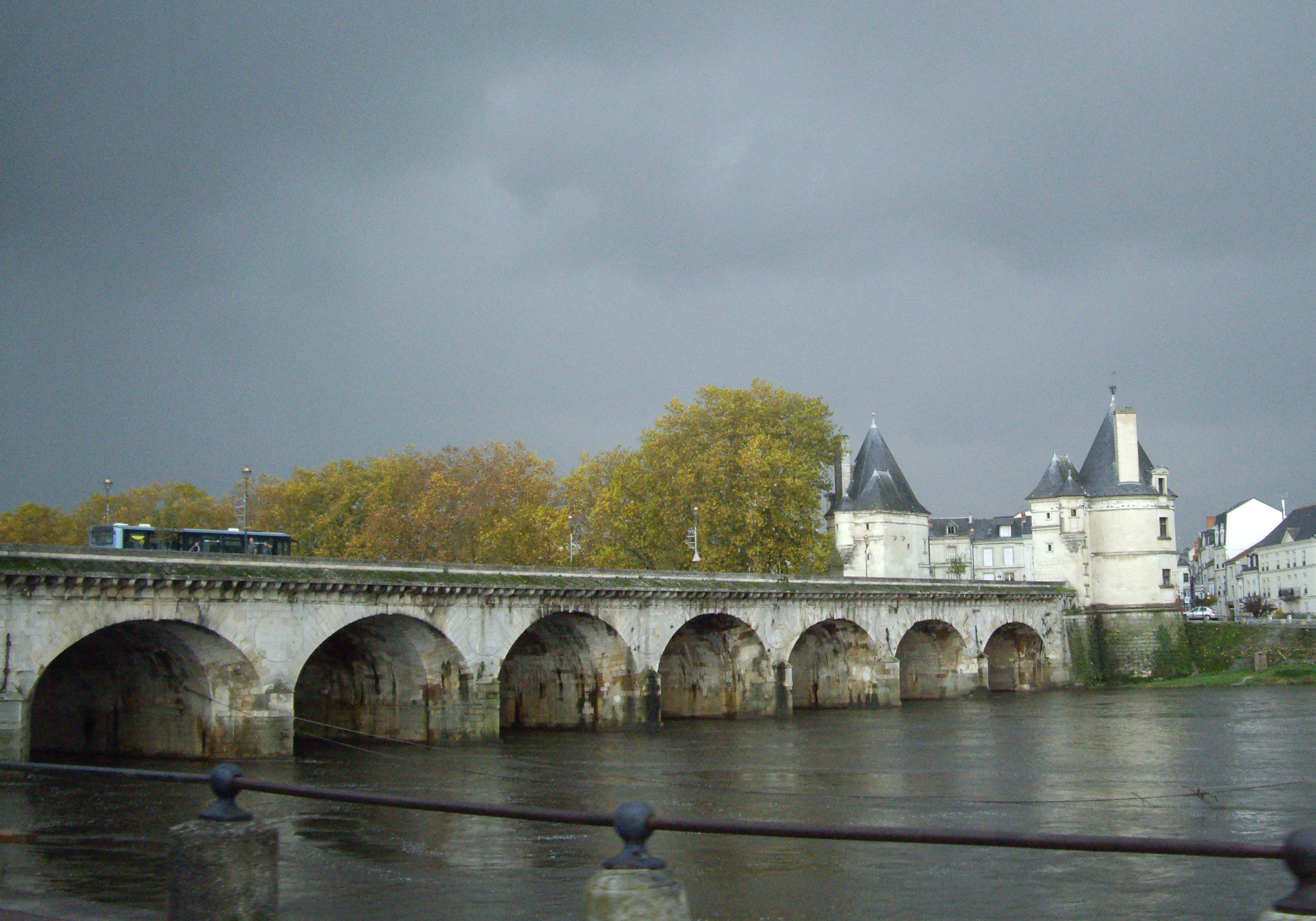
Le pont Henri-IV sur la Vienne en centre-ville.

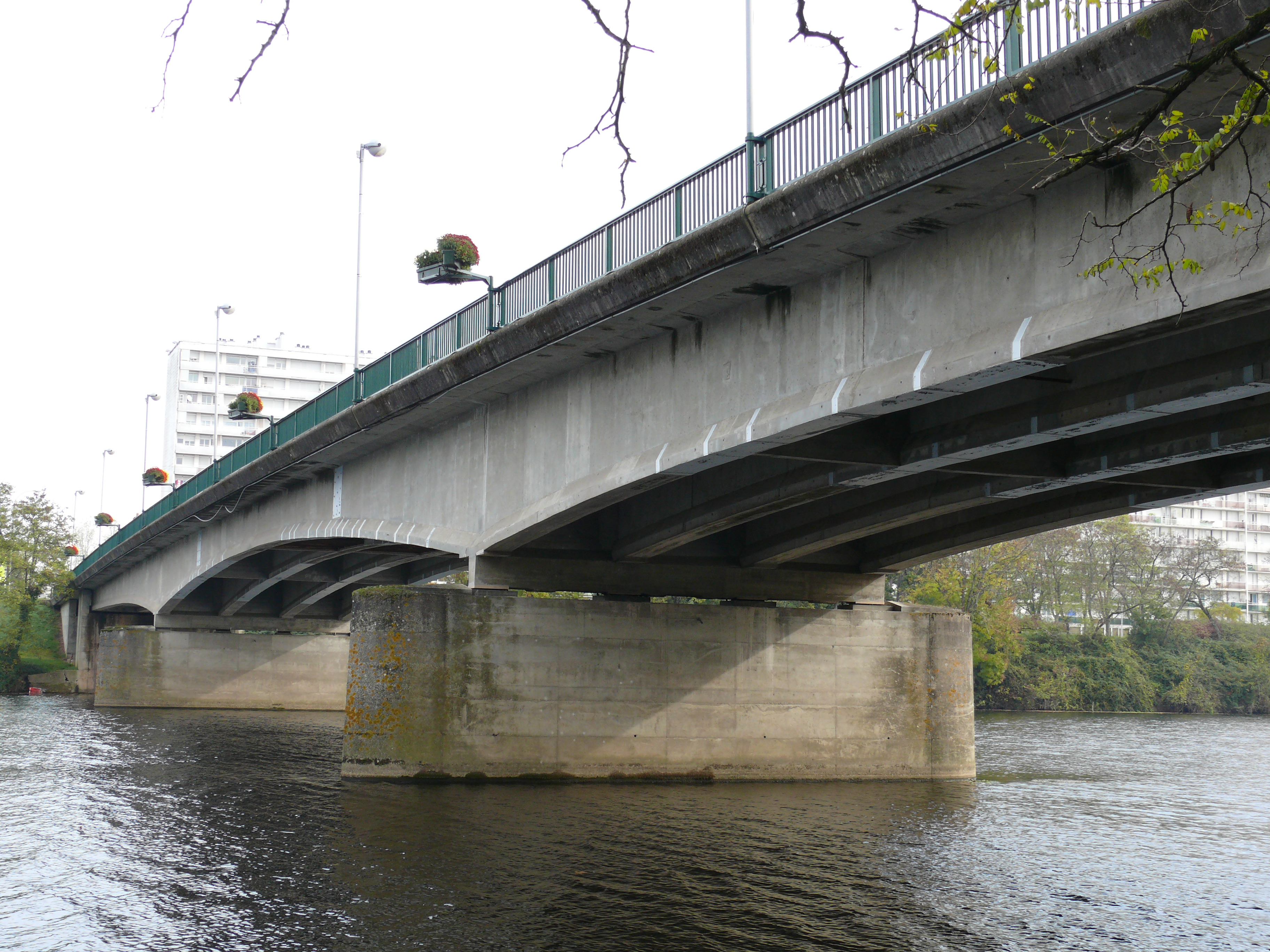
Le pont du Maréchal-Lyautey.

La commune est traversée par la rivière Vienne et par ses confluences avec le Clain, l'Ozon (ou Auzon, suivant l'orthographe) et l'Envigne, de l'amont vers l'aval. Elle abrite les îles Cognet et Sainte-Catherine.
Plusieurs ponts ont été jetés sur la Vienne, dont (d'amont à aval) :
- le pont Nelson-Mandela (sur la rocade Sud D 161) achevé en 2010[5] ;
- le viaduc ferroviaire d'Auzon sur la ligne de Paris-Austerlitz à Bordeaux-Saint-Jean, inauguré en 1851[5] ;
- le pont Lyautey, construit dans les années 1960 ;
- le pont Camille-de-Hogues ou « Pont Neuf », ancien « pont de la Manufacture » construit en 1900 (premier entièrement en béton armé en France) ;
- le pont Henri-IV construit au XVIe siècle ;
- le pont ferroviaire de Loudun sur la ligne de Loudun à Châtellerault (aujourd'hui emprunté uniquement par des piétons et des cycles), inauguré en 1886[5] ;
- le pont Albert-Camus (le pont de la rocade Nord D 161), achevé en 1977[5].

### Transports et voies de communications

#### Réseau routier
L'autoroute A10 (l’Aquitaine) passe par le territoire communal ainsi que les routes départementales : 1, 9, 14, 21, 38, 43, 79, 131, 161, 725, 749 et 910 (ex RN10). La commune dispose d'un échangeur sur l'A10 numéroté 26. Un deuxième échangeur, numéroté 27 et situé dans la commune de Naintré, dessert la ville par le sud.

#### Desserte ferroviaire

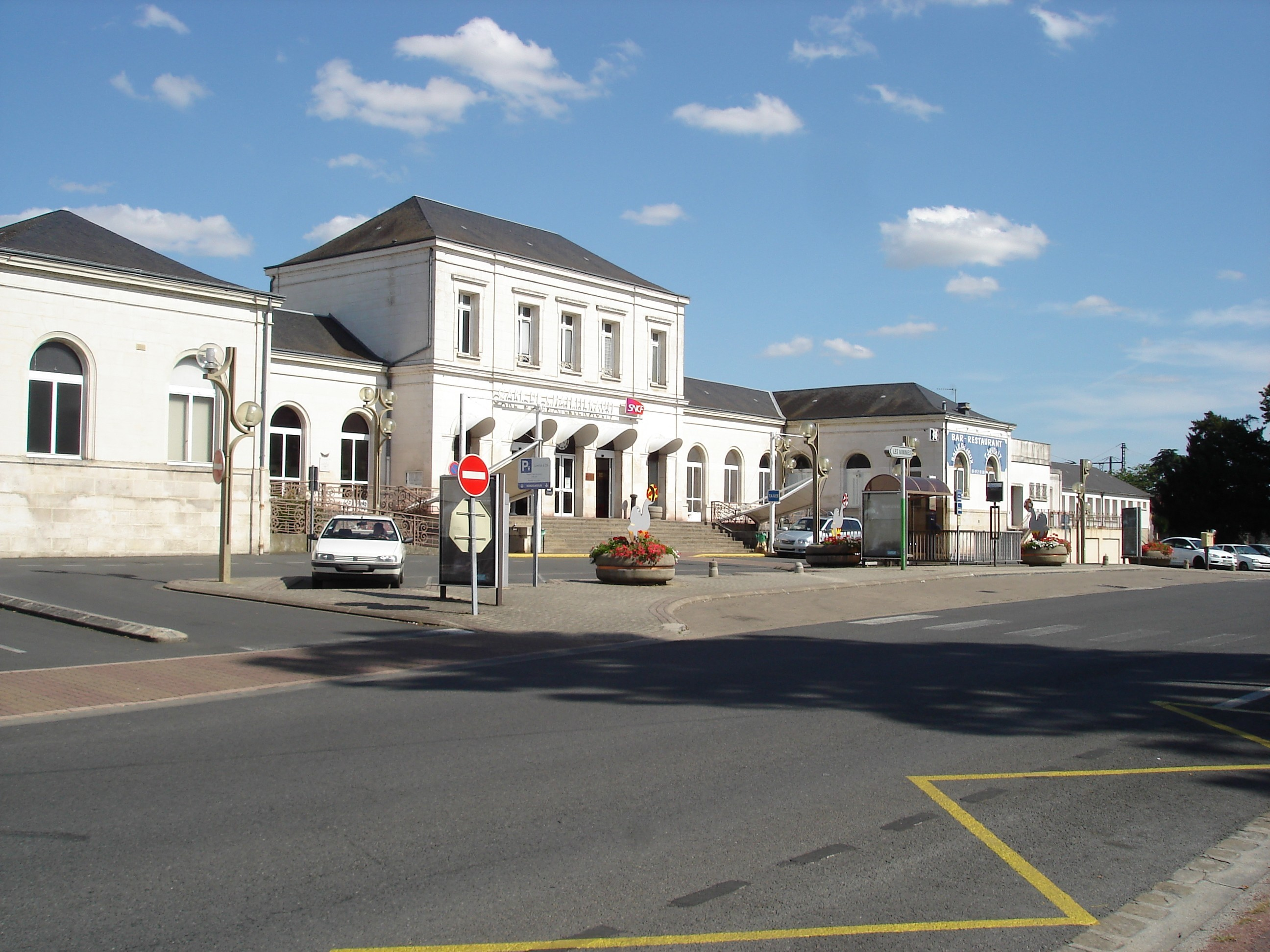
La gare de Châtellerault.

La commune possède une gare ferroviaire qui est située sur la ligne Paris-Montparnasse à Bordeaux-Saint-Jean, desservi par le TGV ainsi que par les lignes régionales.
| Ligne | Caractéristiques                     | Caractéristiques                     | Caractéristiques                     | Caractéristiques                     | Caractéristiques                     | Caractéristiques                                        | Caractéristiques                     | Caractéristiques                     | Caractéristiques                     |
| ----- | ------------------------------------ | ------------------------------------ | ------------------------------------ | ------------------------------------ | ------------------------------------ | ------------------------------------------------------- | ------------------------------------ | ------------------------------------ | ------------------------------------ |
| L11   | POITIERS ↔ Châtellerault ↔ TOURS     | POITIERS ↔ Châtellerault ↔ TOURS     | POITIERS ↔ Châtellerault ↔ TOURS     | POITIERS ↔ Châtellerault ↔ TOURS     | POITIERS ↔ Châtellerault ↔ TOURS     | POITIERS ↔ Châtellerault ↔ TOURS                        | POITIERS ↔ Châtellerault ↔ TOURS     | POITIERS ↔ Châtellerault ↔ TOURS     | POITIERS ↔ Châtellerault ↔ TOURS     |
| F11   | POITIERS ↔ Châtellerault ↔ TOURS     | POITIERS ↔ Châtellerault ↔ TOURS     | POITIERS ↔ Châtellerault ↔ TOURS     | POITIERS ↔ Châtellerault ↔ TOURS     | POITIERS ↔ Châtellerault ↔ TOURS     | POITIERS ↔ Châtellerault ↔ TOURS                        | POITIERS ↔ Châtellerault ↔ TOURS     | POITIERS ↔ Châtellerault ↔ TOURS     | POITIERS ↔ Châtellerault ↔ TOURS     |
| D11   | POITIERS ↔ Châtellerault ↔ TOURS     | POITIERS ↔ Châtellerault ↔ TOURS     | POITIERS ↔ Châtellerault ↔ TOURS     | POITIERS ↔ Châtellerault ↔ TOURS     | POITIERS ↔ Châtellerault ↔ TOURS     | POITIERS ↔ Châtellerault ↔ TOURS                        | POITIERS ↔ Châtellerault ↔ TOURS     | POITIERS ↔ Châtellerault ↔ TOURS     | POITIERS ↔ Châtellerault ↔ TOURS     |
|       | Longueur 155,8 km                    | Durée 1 h 15                         | Nb. arrêts 18                        | Soirée / Dimanche - Férié · Non /    | Horaires 5 h 55 - 19 h 49            | Réseau TER Nouvelle-Aquitaine / TER Centre-Val de Loire |                                      |                                      |                                      |
| L12   | CHÂTELLERAULT ↔ Poitiers ↔ ANGOULÊME | CHÂTELLERAULT ↔ Poitiers ↔ ANGOULÊME | CHÂTELLERAULT ↔ Poitiers ↔ ANGOULÊME | CHÂTELLERAULT ↔ Poitiers ↔ ANGOULÊME | CHÂTELLERAULT ↔ Poitiers ↔ ANGOULÊME | CHÂTELLERAULT ↔ Poitiers ↔ ANGOULÊME                    | CHÂTELLERAULT ↔ Poitiers ↔ ANGOULÊME | CHÂTELLERAULT ↔ Poitiers ↔ ANGOULÊME | CHÂTELLERAULT ↔ Poitiers ↔ ANGOULÊME |
|       | Longueur 112,8 km                    | Durée 1 h 08                         | Nb. arrêts 10                        | Soirée / Dimanche - Férié · Non /    | Horaires 6 h 11 - 19 h 45            | Réseau TER Nouvelle-Aquitaine                           |                                      |                                      |                                      |

#### Transports urbains
La commune est desservie par :
- les lignes 1, 2, 3, 4, 5, 6, 7, 10, 11, 12, 13, 14, 15, 16, 17. 20, 22, 24 du réseau de bus TAC ;
- les lignes 100, 201, 202, 203 et 204 du réseau Lignes en Vienne ;
- la ligne LMD du réseau Touraine Fil vert.

#### Randonnée pédestre
Les communes du Châtelleraudais proposent un ou plusieurs itinéraires (environ 350 km) balisés qui sont mis à disposition pour découvrir la ville et la campagne.

#### Vélo libre-service
La Communauté d'Agglomération de Grand Châtellerault propose depuis avril 2018 le service Vélibleu, installé par Green On: 50 vélos électriques répartis sur 10 stations, 4 à Châtellerault, puis à Naintré, Thuré, Cenon-sur-Vienne, La Roche-Posay, Lencloitre et Ingrandes.

### Climat
Pour des articles plus généraux, voir Climat de la Nouvelle-Aquitaine et Climat de la Vienne.
Historiquement, la commune est exposée à un climat océanique du nord-ouest.  
En 2020, Météo-France publie une typologie des climats de la France métropolitaine dans laquelle la commune est exposée à un climat océanique altéré et est dans la région climatique  Poitou-Charentes, caractérisée par un bon ensoleillement, particulièrement en été et des vents modérés.
Pour la période 1971-2000, la température annuelle moyenne est de 11,8 °C, avec une amplitude thermique annuelle de 15 °C. Le cumul annuel moyen de précipitations est de 676 mm, avec 10,7 jours de précipitations en janvier et 6,4 jours en juillet. Pour la période 1991-2020, la température moyenne annuelle observée sur la station météorologique la plus proche, située à Lésigny à 17 km à vol d'oiseau, est de 12,1 °C et le cumul annuel moyen de précipitations est de 743,3 mm,. Pour l'avenir, les paramètres climatiques de la commune estimés pour 2050 selon différents scénarios d’émission de gaz à effet de serre sont consultables sur un site dédié publié par Météo-France en novembre 2022.

## Urbanisme

### Typologie
Châtellerault est une commune urbaine, car elle fait partie des communes denses ou de densité intermédiaire, au sens de la grille communale de densité de l'Insee,,,.
Elle appartient à l'unité urbaine de Châtellerault, une agglomération intra-départementale regroupant 4 communes et 40 721 habitants en 2017, dont elle est ville-centre,.
Par ailleurs la commune fait partie de l'aire d'attraction de Châtellerault, dont elle est la commune-centre. Cette aire, qui regroupe 44 communes, est catégorisée dans les aires de 50 000 à moins de 200 000 habitants,.

### Occupation des sols
L'occupation des sols de la commune, telle qu'elle ressort de la base de données européenne d’occupation biophysique des sols Corine Land Cover (CLC), est marquée par l'importance des territoires agricoles (55,8 % en 2018), en diminution par rapport à 1990 (60,3 %). La répartition détaillée en 2018 est la suivante : terres arables (29,2 %), zones urbanisées (28,1 %), zones agricoles hétérogènes (22,3 %), zones industrielles ou commerciales et réseaux de communication (8,9 %), prairies (4,3 %), forêts (4 %), eaux continentales (2,4 %), espaces verts artificialisés, non agricoles (0,7 %). L'évolution de l’occupation des sols de la commune et de ses infrastructures peut être observée sur les différentes représentations cartographiques du territoire : la carte de Cassini (XVIIIe siècle), la carte d'état-major (1820-1866) et les cartes ou photos aériennes de l'IGN pour la période actuelle (1950 à aujourd'hui).

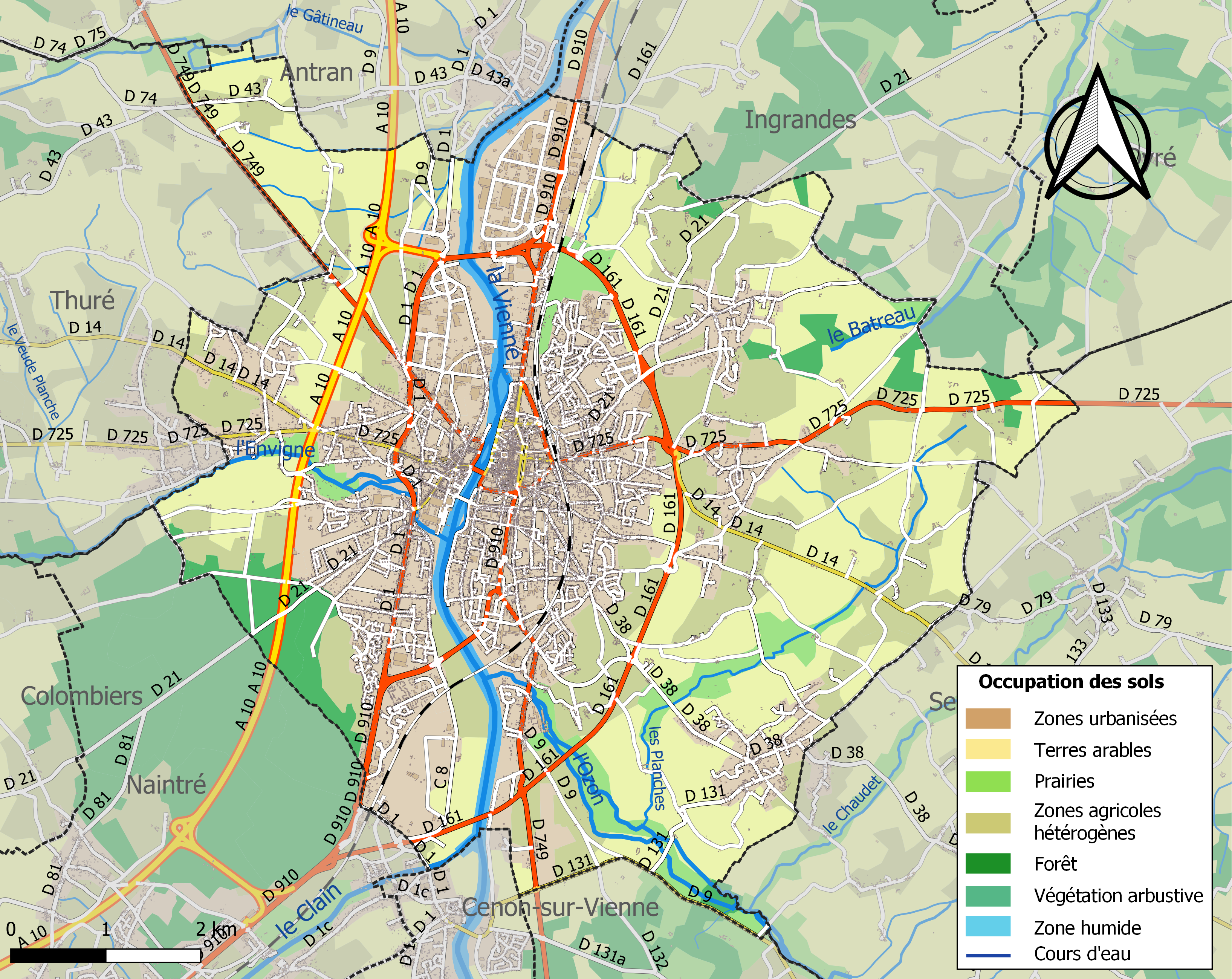
Carte des infrastructures et de l'occupation des sols de la commune en 2018 (CLC).

### Risques majeurs
Le territoire de la commune de Châtellerault est vulnérable à différents aléas naturels : météorologiques (tempête, orage, neige, grand froid, canicule ou sécheresse), inondations, feux de forêts, mouvements de terrains et séisme (sismicité modérée). Il est également exposé à deux risques technologiques, le transport de matières dangereuses et la rupture d'un barrage. Un site publié par le BRGM permet d'évaluer simplement et rapidement les risques d'un bien localisé soit par son adresse soit par le numéro de sa parcelle.

#### Risques naturels
La commune fait partie du territoire à risques importants d'inondation (TRI) de Châtellerault, regroupant 17 communes concernées par un risque de débordement de la Vienne et du Clain. Les événements antérieurs à 2014 les plus significatifs pour la Vienne sont les crues de février 1698 (1 670 m3/s à Châtellerault), de juillet 1792 (1 520 m3/s), de mars 1913 (1 500 m3/s), de décembre 1944 (1 510 m3/s) et de janvier 1962 (1 500 m3/s). Les crues historiques du Clain sont celles de 1873 (330 m3/s à Poitiers) et de décembre 1982 (330 m3/s). Des cartes des surfaces inondables ont été établies pour trois scénarios : fréquent (crue de temps de retour de 10 ans à 30 ans), moyen (temps de retour de 100 ans à 300 ans) et extrême (temps de retour de l'ordre de 1 000 ans, qui met en défaut tout système de protection),. La commune a été reconnue en état de catastrophe naturelle au titre des dommages causés par les inondations et coulées de boue survenues en 1982, 1992, 1993, 1995, 1999 et 2010,. Le risque inondation est pris en compte dans l'aménagement du territoire de la commune par le biais du plan de prévention des risques inondation (PPRI) de la « vallée de la Vienne Châtellerault », approuvé le 27 février 2009 et par le PPRI « Vienne Communauté d’Agglomération de Grand Châtellerault (CAGC) » pour ce qui concerne les débordements de la Vienne, prescrit le 28 janvier 2021, et par le PPRI « Clain aval section Vouneuil-sur-Vienne / Châtellerault », prescrit le 19 juillet 2018, pour les crues du Clain. Au regard des enjeux, un PPRI  a été prescrit le 23 juin 2022 sur le territoire des communes de Bessines, Coulon et Magné.
Châtellerault est exposée au risque de feu de forêt. En 2014, le deuxième plan départemental de protection des forêts contre les incendies (PDPFCI) a été adopté pour la période 2015-2024. Les obligations légales de débroussaillement dans le département sont définies dans un arrêté préfectoral du 29 mai 2015,, celles relatives à l'emploi du feu et au brûlage des déchets verts le sont dans un arrêté permanent du 24 mai 2015,.

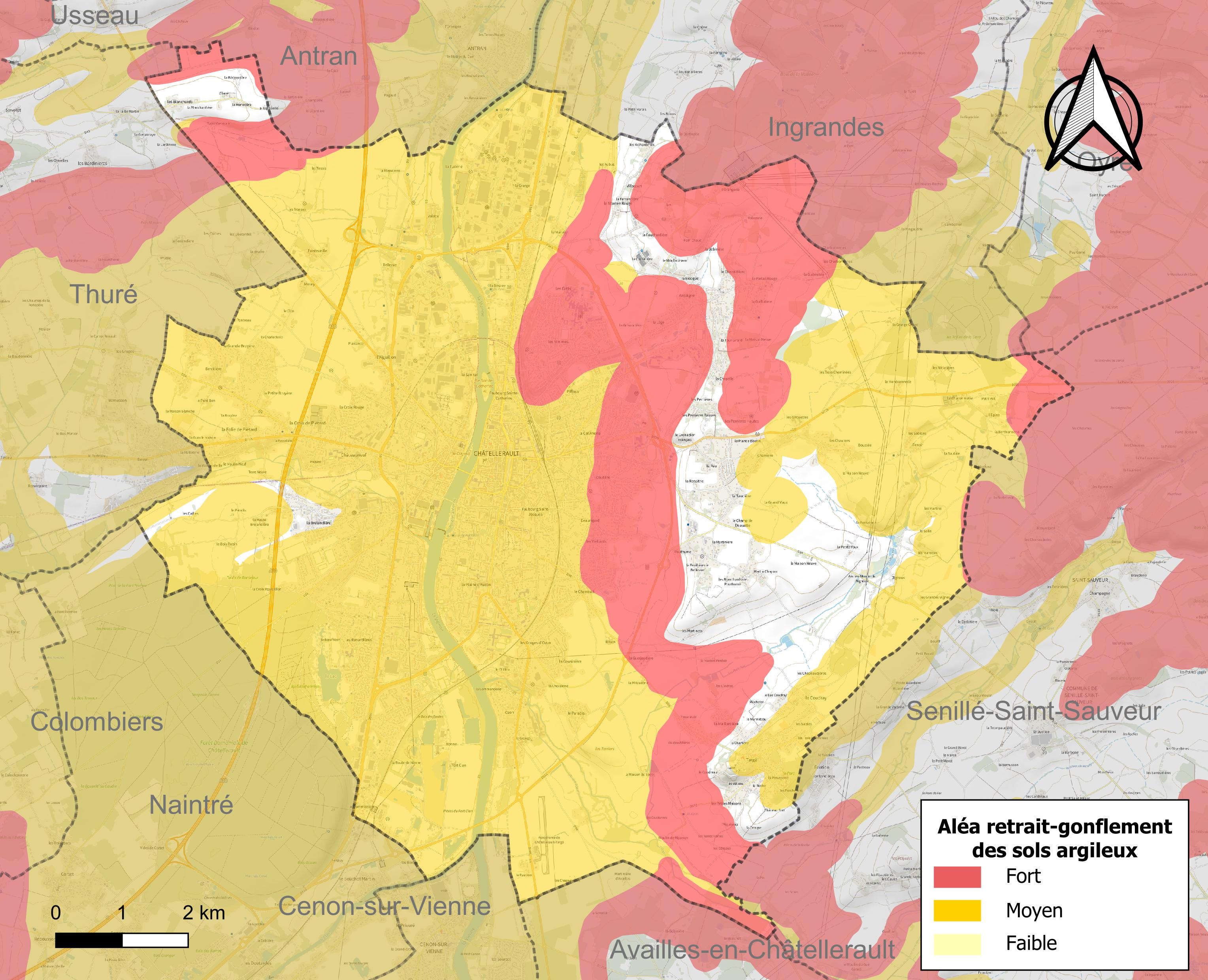
Carte des zones d'aléa retrait-gonflement des sols argileux de Châtellerault.

Les mouvements de terrains susceptibles de se produire dans la commune sont des affaissements et effondrements liés aux cavités souterraines (hors mines) et des tassements différentiels. Afin de mieux appréhender le risque d’affaissement de terrain, un inventaire national permet de localiser les éventuelles cavités souterraines dans la commune. Le retrait-gonflement des sols argileux est susceptible d'engendrer des dommages importants aux bâtiments en cas d’alternance de périodes de sécheresse et de pluie. 87,8 % de la superficie communale est en aléa moyen ou fort (79,5 % au niveau départemental et 48,5 % au niveau national). Depuis le 1er octobre 2020, en application de la loi ÉLAN, différentes contraintes s'imposent aux vendeurs, maîtres d'ouvrages ou constructeurs de biens situés dans une zone classée en aléa moyen ou fort,.
La commune a été reconnue en état de catastrophe naturelle au titre des dommages causés par la sécheresse en 1989, 1992, 1996, 1998, 2002, 2003, 2005 et 2017 et par des mouvements de terrain en 1999 et 2010.

#### Risque technologique
La commune est en outre située en aval des barrages de Lavaud-Gelade et de Vassivière dans la Creuse, des ouvrages de classe A. À ce titre elle est susceptible d’être touchée par l’onde de submersion consécutive à la rupture d'un de ces ouvrages.

## Toponymie
La commune tire son nom de son fondateur, un vicomte dénommé Airaud (Airaldus), qui, en 952, a décrété cette vicomté propriété héréditaire, et est venu installer son château sur ces terres, Castrum Airaldi en latin. La contraction de ces deux mots, Castrum Airaldi, devient Castel Airaud, puis Châtel Airaud, puis le nom actuel de la ville : Châtellerault.

## Histoire

### Moyen Âge

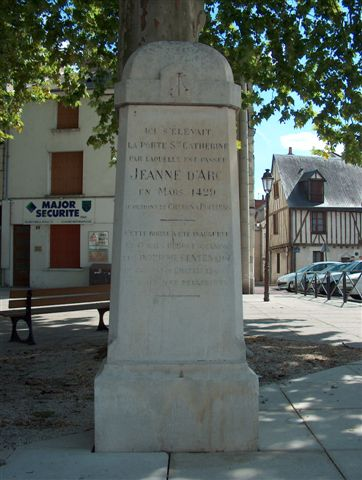
Monument souvenir du passage de Jeanne d'Arc Chatellerault

En 936, première mention d’Airaldus (Airaud), mais sans précision du lieu, dont ce proche du comte de Poitou, Guillaume Tête d’Étoupe, serait le seigneur.
En 952, au confluent de la Vienne et du Clain il existe un gué que les descendants d’Airaud font protéger par une tour en bois construite à l’aval sur une motte, près de l’actuelle église Saint-Romain de Châtellerault. La ville de Châtellerault va se construire autour, en rive gauche de la Vienne.
Au XIe siècle, la cité revient par alliance à la famille des La Rochefoucauld.
Durant la guerre de Cent Ans, en septembre 1356, lors de la chevauchée du Prince noir, après avoir traversé la Creuse le prince arrive au très beau château appelé Chastel Heraud, situé au-dessus de la Vienne et y passe trois jours. En 1370, la ville est attaquée et pillée par les Bretons de Bertrand Du Guesclin. En mars 1429, Jeanne d'Arc traverse Châtellerault lors de son trajet de Chinon à Poitiers. En 1929, une stèle a été érigée Place Sainte Catherine pour célébrer le cinq centième anniversaire de cet événement.
En 1482, à la suite de la mort de Charles V d'Anjou, la vicomté de Châtellerault est rattachée au domaine royal,.

### Temps modernes
En 1487, Charles VIII offre la vicomté à Jean d'Armagnac.
En 1505, Anne de France, duchesse de Bourbon, en prend la possession. En 1514, François Ier élève la vicomté au rang de duché au profit de François de Bourbon.
En 1531, une brève épidémie de peste touche la cité.
En 1549, Henri II cède le duché au comte écossais James Hamilton, qu'il confie à son fils, le comte d'Arran, qui y favorise le protestantisme. En 1597 et 1598, l'Assemblée des réformés de France crée l'édit de Nantes.
En 1609, le grand pont de Châtellerault, l'actuel pont Henri-IV, est terminé et livré à la circulation.
En 1630, la ville est touchée par une épidémie de peste noire. En 1661, lors la crise de l’Avènement, provoquée par des mauvaises récoltes, la famine provoque une très dure rébellion à Châtellerault.
Sous Louis XV, sont créées dans la ville les promenades Blossac, du nom de l'intendant du Poitou qui en fut le promoteur, Paul Esprit Marie de La Bourdonnaye, marquis de La Bourdonnay et comte de Blossac, et qui subsistent encore de nos jours.

### Révolution française et Premier Empire
Châtellerault accueille favorablement les avancées de la Révolution française. Elle plante ainsi son arbre de la liberté, symbole de la Révolution, sur la place d’Armes, le 10 juin 1792, cette plantation étant l’occasion d’une fête rassemblant toute la population, avec la garde nationale et un grand feu de joie. Il devient le lieu de ralliement des principaux événements révolutionnaires, comme l’enrôlement pour la défense de la Patrie en danger (juillet 1792), la première fois où la Marseillaise est chantée à Châtellerault (29 août 1792). C’est devant lui aussi que sont célébrées les fêtes révolutionnaires : fête de la Jeunesse, fête des Époux, fête de la Liberté, etc.. Un second arbre est aussi planté devant le temple de la Raison (une ancienne église). À la fin de la décennie révolutionnaire, la réaction royaliste s’en prend à ces symboles, et les attaquant à la scie ou au couteau, mais les arbres sont remplacés ou soignés par la municipalité jusque sous le Consulat
En 1801, la ville a été agrandie par l’annexion de Pouthumé avec l'ancienne commune d'Antoigné.

### Époque contemporaine

#### XIXesiècle
En 1848, avec la révolution de février 1848 et le retour de la République, deux arbres de la liberté sont plantés, dont un devant la Manufacture.
En 1889-1890, un monument « à la gloire de la Révolution française » est créé, à l'occasion du centenaire de celle-ci. Il est inauguré par Sadi Carnot, alors président de la République.
En 1890, Châtellerault accueille le congrès de la Fédération des travailleurs socialistes de France.

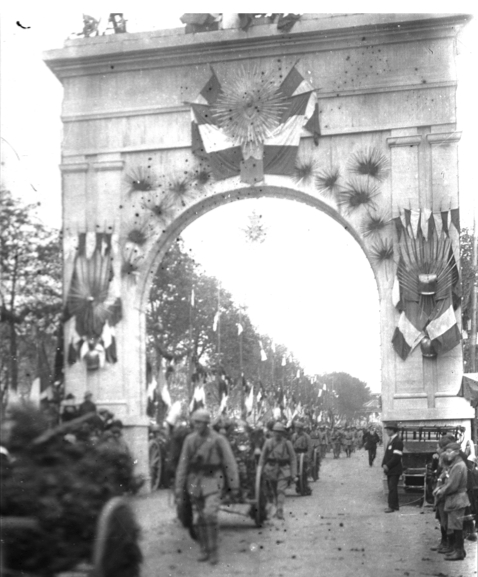
Défilé victorieux du 32e RI, sur la promenade du boulevard Blossac en octobre 1919 à Châtellerault.

En 1897, l'abbé Guérin, curé de la paroisse de Châteauneuf, reçoit un cadeau exceptionnel : une cloche monumentale offerte par le tsar Nicolas II à l'église Saint-Jean-l'Évangéliste, un projet initié par le prince Grégoire Gagarine (résidant et décédé en 1893 à Châtellerault). Il s'agit de remercier cette paroisse d'avoir permis à un prêtre orthodoxe d'y célébrer selon le rite byzantin une messe en mémoire de son père Alexandre III. À cette époque une commande de 500 000 fusils vient d'être livrée à la Russie, fabriqués à la manufacture d'armes par des ouvriers français et russes.
Le 2 septembre 1910, à 11 h 45 du matin, Châtellerault est la première ville de la Vienne à recevoir sur son sol un avion, un biplan Voisin piloté par l'aviateur Biélovucic.
Le 5 octobre 1919, la ville fait un triomphe au retour victorieux du 32e régiment d'infanterie sous un arc décoré aux armes de la Manu.

#### Seconde Guerre mondiale
En 1940, le 22 juin, la Wehrmacht pénètre dans la ville. Un bombardement avait touché la gare le 11 juin : douze personnes avaient été tuées.
Le maire Louis Ripault réussit à faire libérer 4 500 soldats de l’armée française, faits prisonniers après le 25 juin ; le général de la Luftwaffe Helmuth Volkmann demande que des vêtements civils leur soient fournis dans les 24 h.
Trois réseaux de résistants se structurent à Châtellerault et environs, tous deux dans le but de fournir des renseignements aux Alliés : ce sont les réseaux Marathon et Turma-Vengeance. Le réseau Alliance couvre aussi Poitiers. Le réseau Marie-Odile se consacre à l’exfiltration d’aviateurs alliés tombés derrière les lignes allemandes : il comptait 78 agents dans la Vienne. Il est démantelé par les Allemands début 1944. Le 11 mai et le 11 juin 1943, les francs-tireurs et partisans tuent deux collaborateurs.
La ville connaît un nouveau bombardement dans la nuit du 10 au 11 juin 1944 : la 2e division SS Das Reich cette division est responsable du Massacre de Tulle et du Massacre d'Oradour-sur-Glane elle tente de rejoindre la Normandie pour contrer le débarquement allié en Normandie, et un train de carburant qui lui est destiné stationne en gare de Châtellerault. Les SAS de l’opération Bulbasket le repèrent, et six heures après avoir donné le renseignement à leur QG, douze Mosquitos bombardent le train, en deux vagues de six. Tous sont armés de quatre bombes de 250 livres en soute et de deux bombes de 500 livres sous les ailes. Les Mosquitos du squadron néo-zélandais incendient le train, les Mosquitos de la Royal Australian Air Force complètent le bombardement et mitraillent la gare. Onze civils sont tués et entre trois et vingt blessés.
La forêt domaniale de Châtellerault, située en partie dans la commune de Naintré, est elle aussi bombardée plusieurs fois.
En 1944, pour fêter la Libération et le retour de la République, un arbre de la liberté est planté. Ce sapin est arraché lors de l’ouverture de l’avenue desservant l'actuelle ZUP de la Plaine d'Ozon. Un autre a encore été planté en 1948, par le maire, pour le centenaire de la révolution de 1848.

#### Depuis 1945
Construction dans les années 60 de la ZUP de la Plaine d'Ozon au sud de la ville et accueil de nombreuses familles originaires d'Afrique du Nord (Algérie, Maroc).

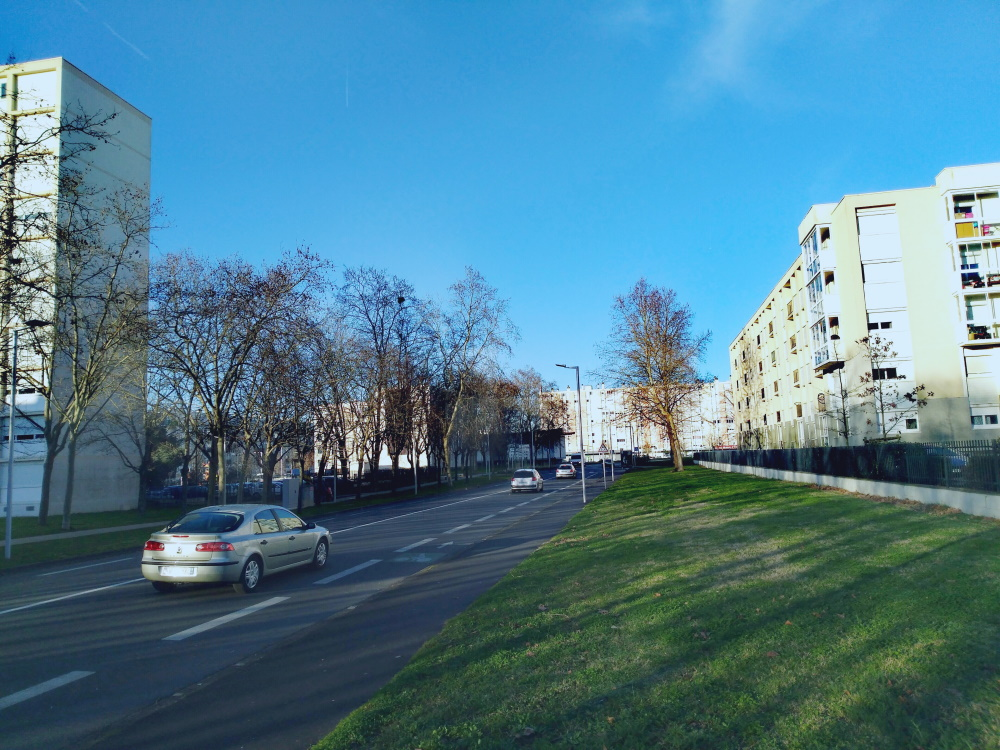
Le quartier de la Plaine d'Ozon en 2020.

En 1966, trois hameaux (Renardières, Brelandière, Montée Rouge) de la commune de Naintré sont rattachés à la ville soit 3 166 habitants Ces derniers sont alors vite urbanisés. En 1972, la commune de Targé est également rattachée à la ville.

### Héraldique
| Blason | Blasonnement : D'argent, au lion de gueules, à la bordure de sable chargée de besants d'or. |

Sa devise est « La cité du bon accueil » ou « La ville qui marche avec son temps ».[réf. nécessaire]

## Politique et administration

### Politique environnementale
Dans son palmarès 2024, le Conseil national de villes et villages fleuris de France a attribué trois fleurs à la commune.

## Population et société

### Démographie

#### Classement démographique
Par sa population, Châtellerault est la deuxième ville de la Vienne avec 31 537 habitants au 1er janvier 2014, derrière Poitiers, la ville-préfecture du département. La commune occupe le 240e rang au niveau national, alors qu'elle était au 207e en 1999.
En 2008, l’unité urbaine de Châtellerault qui comprend quatre communes regroupe 42 273 habitants auxquelles on peut rajouter Thuré avec son faubourg de Besse et Ingrandes, et son aire urbaine, qui inclut 33 communes périurbaines situées dans la zone d’influence forte de la ville, rassemble en 2012 69 836 habitants.
Ces différentes données font de Châtellerault la deuxième agglomération urbaine de la Vienne ainsi que la deuxième aire urbaine du département, après Poitiers.
Avant la création de la région Nouvelle-Aquitaine, elle occupait la cinquième place en Poitou-Charentes concernant aussi bien la ville intra-muros, son agglomération urbaine et son aire urbaine.
En 2008, la densité de population de la commune est de 625 hab./km2. Celle du département était de 61 hab./km2, de 68 hab./km2 pour la région Poitou-Charentes et de 115 hab./km2 pour la France.

#### Évolution démographique
L'évolution du nombre d'habitants est connue à travers les recensements de la population effectués dans la commune depuis 1793. Pour les communes de plus de 10 000 habitants les recensements ont lieu chaque année à la suite d'une enquête par sondage auprès d'un échantillon d'adresses représentant 8 % de leurs logements, contrairement aux autres communes qui ont un recensement réel tous les cinq ans,.

En 2022, la commune comptait 31 105 habitants, en évolution de −2,97 % par rapport à 2016 (Vienne : +0,6 %, France hors Mayotte : +2,11 %).
| 1793  | 1800  | 1806  | 1821  | 1831  | 1836  | 1841  | 1846   | 1851   |
| ----- | ----- | ----- | ----- | ----- | ----- | ----- | ------ | ------ |
| 7 725 | 8 193 | 8 970 | 9 183 | 9 437 | 9 695 | 9 636 | 11 584 | 12 433 |

| 1856   | 1861   | 1866   | 1872   | 1876   | 1881   | 1886   | 1891   | 1896   |
| ------ | ------ | ------ | ------ | ------ | ------ | ------ | ------ | ------ |
| 14 084 | 14 210 | 14 278 | 15 606 | 18 053 | 18 280 | 17 402 | 22 522 | 20 014 |

| 1901   | 1906   | 1911   | 1921   | 1926   | 1931   | 1936   | 1946   | 1954   |
| ------ | ------ | ------ | ------ | ------ | ------ | ------ | ------ | ------ |
| 20 801 | 18 180 | 18 260 | 17 600 | 17 720 | 17 704 | 19 369 | 22 809 | 23 583 |

| 1962   | 1968   | 1975   | 1982   | 1990   | 1999   | 2006   | 2011   | 2016   |
| ------ | ------ | ------ | ------ | ------ | ------ | ------ | ------ | ------ |
| 27 079 | 35 337 | 37 080 | 35 838 | 34 678 | 34 126 | 34 402 | 31 902 | 32 057 |

| 2021   | 2022   | - | - | - | - | - | - | - |
| ------ | ------ | - | - | - | - | - | - | - |
| 31 284 | 31 105 | - | - | - | - | - | - | - |

#### Pyramide des âges
En 2018, le taux de personnes d'un âge inférieur à 30 ans s'élève à 32,9 %, soit en dessous de la moyenne départementale (35,3 %). À l'inverse, le taux de personnes d'âge supérieur à 60 ans est de 32,9 % la même année, alors qu'il est de 28,3 % au niveau départemental.
En 2018, la commune comptait 14 882 hommes pour 16 851 femmes, soit un taux de 53,10 % de femmes, légèrement supérieur au taux départemental (51,71 %).
Les pyramides des âges de la commune et du département s'établissent comme suit.
| Hommes | Classe d’âge | Femmes |
| ------ | ------------ | ------ |
| 1,1    | 90 ou +      | 3,1    |
| 9,5    | 75-89 ans    | 14,1   |
| 18,7   | 60-74 ans    | 18,9   |
| 19,4   | 45-59 ans    | 19,3   |
| 15,4   | 30-44 ans    | 14,6   |
| 17,5   | 15-29 ans    | 14,3   |
| 18,5   | 0-14 ans     | 15,8   |

| Hommes | Classe d’âge | Femmes |
| ------ | ------------ | ------ |
| 0,9    | 90 ou +      | 2,4    |
| 8,1    | 75-89 ans    | 10,3   |
| 17,9   | 60-74 ans    | 18,1   |
| 19,2   | 45-59 ans    | 18,8   |
| 17,3   | 30-44 ans    | 16,7   |
| 19,4   | 15-29 ans    | 18,2   |
| 17,2   | 0-14 ans     | 15,5   |

## Économie

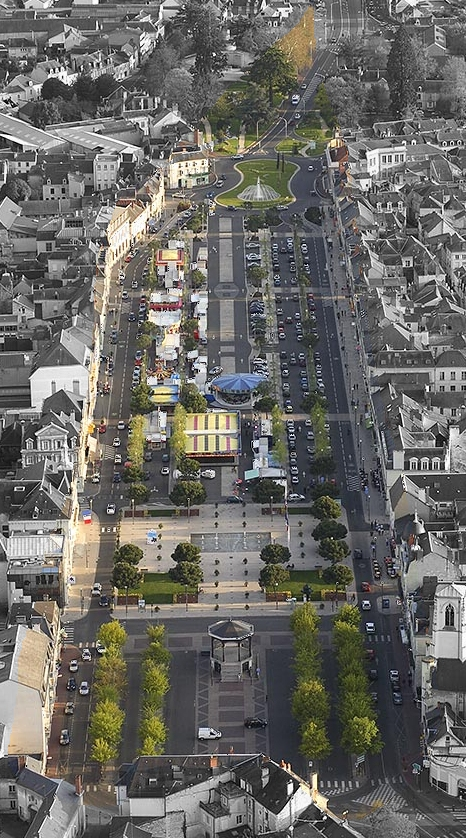
La place et promenade de Blossac en centre-ville.

- Les principaux commerces — dont la brasserie « La Coupole »[71] — sont situés autour de la rue Bourbon, principale rue commerçante de la ville, et du boulevard Blossac (promenade, place et esplanade François-Mitterrand, face à l'hôtel de ville).
- Le faubourg de Châteauneuf, quartier populaire et ouvrier de la ville, situé sur la rive gauche de la Vienne.
- La ville longtemps spécialisée dans la coutellerie et l’armurerie, s’est aujourd’hui tournée vers d’autres industries, comme l’équipement automobile ou l’aéronautique. Elle est aujourd'hui l'une des plus importantes villes industrielles du Centre-Ouest et un des principaux bassins industriels du nord de la Nouvelle-Aquitaine. Mais les deux plus gros employeurs de la ville sont, de loin, la mairie et le centre hospitalier (groupe hospitalier Nord-Vienne).
- Antenne de la Chambre de commerce et d'industrie de la Vienne.
- Aujourd'hui le bassin châtelleraudais (technopole de Châtellerault) est un des principaux bassins industriels du nord de la Nouvelle-Aquitaine : il accueille les entreprises spécialisées dans l'automobile et l'aéronautique. Châtellerault développe depuis 1982 une industrie de pointe. Ainsi, de grandes entreprises sont installées aux alentours de Châtellerault (zone industrielle Nord, zone industrielle du Sanital et communes environnantes) :

Thales (deux sites de productions) et Safran Aircraft Engines, Magneti-Marelli système électronique pour l'automobile, Valeo Systèmes d'essuyage, Aigle et Fonderies du Poitou (groupe Teksid et Saint-Jean Industries) à Ingrandes, Fenwick-Linde (plus grosse usine du groupe) à Cenon-sur-Vienne.
- La manufacture d'armes

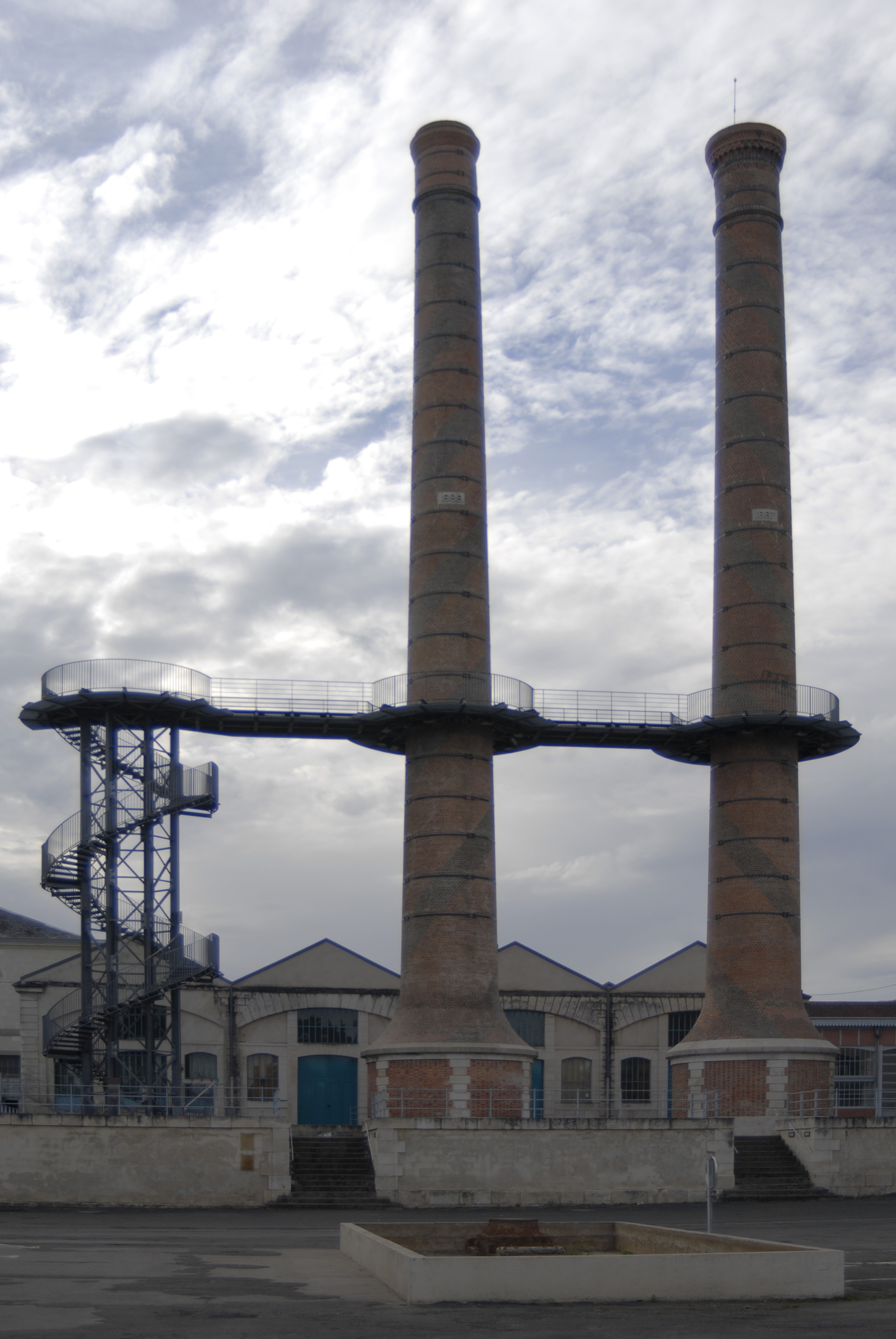
Cheminées de l'ancienne manufacture d'armes.

Implantée en 1819 (14 juillet) sur ordonnance royale de Louis XVIII, la nouvelle manufacture d'armes blanches de Châtellerault est destinée à remplacer celle de Klingenthal en Alsace, fondé seulement un siècle plus tôt par Louis XV en 1730, mais jugée trop proche de la frontière de l’est. Véritable poumon industriel de Châtellerault aux XIXe et XXe siècles, la Manufacture d'armes a, pendant 150 ans, marqué la ville et sa population. De 700 ouvriers en 1819, elle en compte près de 8 000 un siècle plus tard, surnommés les « Manuchards » durant la Première Guerre mondiale.
À la suite de la Première Guerre mondiale, l'armée française veut se moderniser car elle possède un matériel partiellement dépassé. Le fusil-mitrailleur Chauchat n’était pas très facile à armer et était victime d'un enrayement fréquent. Elle commence donc à changer ses fusils et mitrailleuses. La manufacture d'armes de Châtellerault produit à partir de 1924 le MAC 24/29.
Elle ferme ses portes en 1968.
Aujourd'hui, la Manu renferme l'AFPA et la patinoire de Châtellerault, le musée Auto Moto Vélo, les « 2 tours » œuvre de 1994 de Jean-Luc Vilmouth (une plateforme construite sur deux anciennes cheminées et servant de panorama sur la ville), le Centre des archives de l'armement (CAA), l’École nationale de cirque (ENCC, seule école de cirque nationale en France à proposer un baccalauréat littéraire avec spécialité arts du cirque, en partenariat avec le lycée Marcelin-Berthelot), plusieurs salles de sport, le conservatoire départemental de musique et de danse Clément-Janequin.
Au classement national en revenu par ménage, Châtellerault se situait au 27 678e rang sur 36 717 en 2014.
- Le BNI du Pays Châtelleraudais

Créé en 2012, le BNI du Pays Châtelleraudais est un réseau d'affaires très actif sur le secteur. Fin 2016, à l'occasion de son 5e anniversaire, le groupe était composé de 35 entreprises officiant dans de nombreux domaines d'activité comme la finance, le bâtiment, la communication, les ressources humaines, le bien-être ou l'informatique. En 2017, les membres se sont échangé 1 666 325 € HT de chiffre d'affaires. Basé sur le principe du bouche à oreille, chaque membre du BNI partage un état d'esprit basé sur la solidarité, la confiance et le respect d'un code de déontologie.

### Revenus et fiscalité
Le niveau de vie médian de la commune se chiffre à 17 362 € annuels, une somme moins élevée (-13,96 %) que le niveau de vie médian de la France (19 785 €).
52,4 % des foyers fiscaux de la localité sont non imposables.
Elle affiche un taux de pauvreté de 19,3 %, soit 5,4 points de plus que le taux de pauvreté français (13,9 %)39.

## Santé
La ville de Châtellerault compte un centre hospitalier situé au nord-est de la ville (hôpital Camille-Guérin), un centre médical (près de l'hôpital, aux Minimes) et une clinique du groupe Kapa Santé (transfert des activités de l'ancienne clinique Sainte-Anne sur le site de la clinique du Bon-Secours en 2007).

## Enseignement
Présence de trois départements de l'institut universitaire de technologie de Poitiers : réseau et télécommunications, mesures physiques et techniques de commercialisation.
Présence également d'une école de sous-officiers de la gendarmerie nationale. Du 11 février 2008 à l'été 2009, elle a également formé des gendarmes adjoints volontaires (GAV), avant de fermer définitivement à la suite d'une restructuration gouvernementale.
Voici la liste des maternelles, écoles primaires, collèges et lycées de la commune :
- lycée Marcelin-Berthelot[75] ;
- cité technique Édouard-Branly (lycée et lycée professionnel) ;
- lycée professionnel Saint-Gabriel Notre-Dame (privé) ;
- lycée professionnel du Verger ;
- collège René-Descartes (mixte, public) ;
- collège Saint-Gabriel Notre-Dame (mixte, privé) ;
- collège George-Sand (mixte, public) ;
- collège Jean-Macé (mixte, public) ;
- école primaire Jacques-Prévert (mixte public) ;
- école primaire Léo-Lagrange (mixte public) ;
- école primaire Antoine-Lavoisier (mixte public) ;
- école primaire et maternelle Paul-Painlevé (mixte public) ;
- école primaire Lakanal (mixte public) ;
- école primaire de Targé (mixte public) ;
- école maternelle et primaire Claudie-Haigneré (mixte public) ;
- école maternelle et primaire Saint-Henri (mixte privé) ;
- école maternelle et primaire Saint-Gabriel Notre-Dame (mixte privé) ;
- école maternelle et primaire Sainte Thérèse (mixte privé) ;
- école maternelle Henri-Matisse (mixte public) ;
- école maternelle France-Souché (mixte public) ;
- école maternelle Marie-Carpantier (mixte public) ;
- école maternelle des Minimes (détruite en 2017[76]).

## Sports

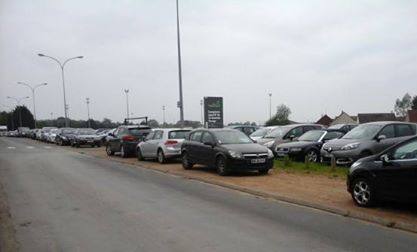
Le parking du stade de la Montée Rouge, copieusement rempli un samedi soir, lors d'une rencontre de football entre le SO Châtellerault et une équipe visiteuse.

- Le club de football de la ville est le Stade olympique châtelleraudais (SOC), créé le 21 novembre 1914 et qui évolue en championnat de France de football de National 3 ; il atteignit le niveau de la deuxième division nationale (aujourd'hui ligue 2) lors de la saison 1987/1988 et joua également les quarts de finale de la coupe de France de football. Il évolue depuis 1959, au stade de la Montée-Rouge, principal stade de la ville. Auparavant ce dernier évoluait à l'ancien stade de Luna Park, situé à l'époque entre les actuelles rues Pierre Fillaud et de Beauséjour.

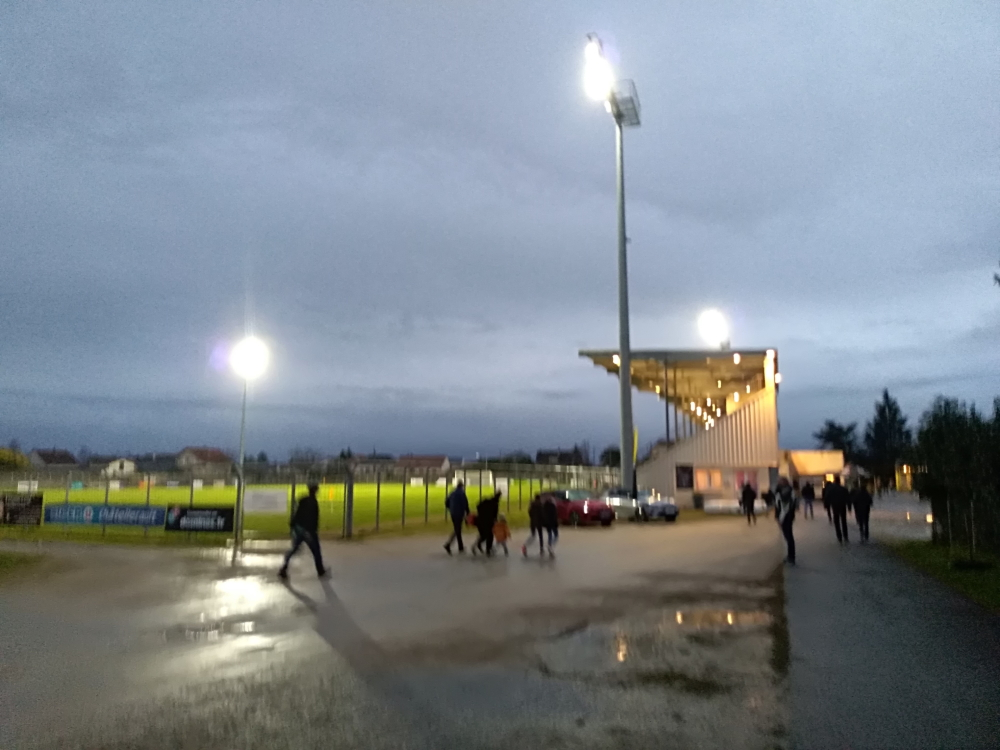
Le stade de la Montée-Rouge lors d'une rencontre à domicile du SO Châtellerault.

- Le HBCC (Handball Club Châtellerault) fondé en 1965, compte 200 licenciés et forme de nombreux jeunes jouant au gymnase du Sanital près de la zone industrielle du même nom. Ses équipes fanions féminine et masculine évoluent respectivement au en Prénationale (premier niveau régional) et en Excellence (second niveau régional).
- Le CRAC (Châtellerault Rugby Athlétique Club), fondé en 1977, pratique le rugby au niveau régional au stade des Loges.
- L'équipe châtelleraudaise de gymnastique teamgym a remporté la deuxième place au championnat de France 2014.

Le championnat de France professionnel de cyclisme fut organisé les 26 et 27 juin 1993 dans la ville et consacra le baroudeur Jacky Durand.
La ville a organisé successivement les championnats de France de montgolfière en 1989 et en 1999, puis les championnats du Monde en 2002.

## Patrimoines industriel et civil

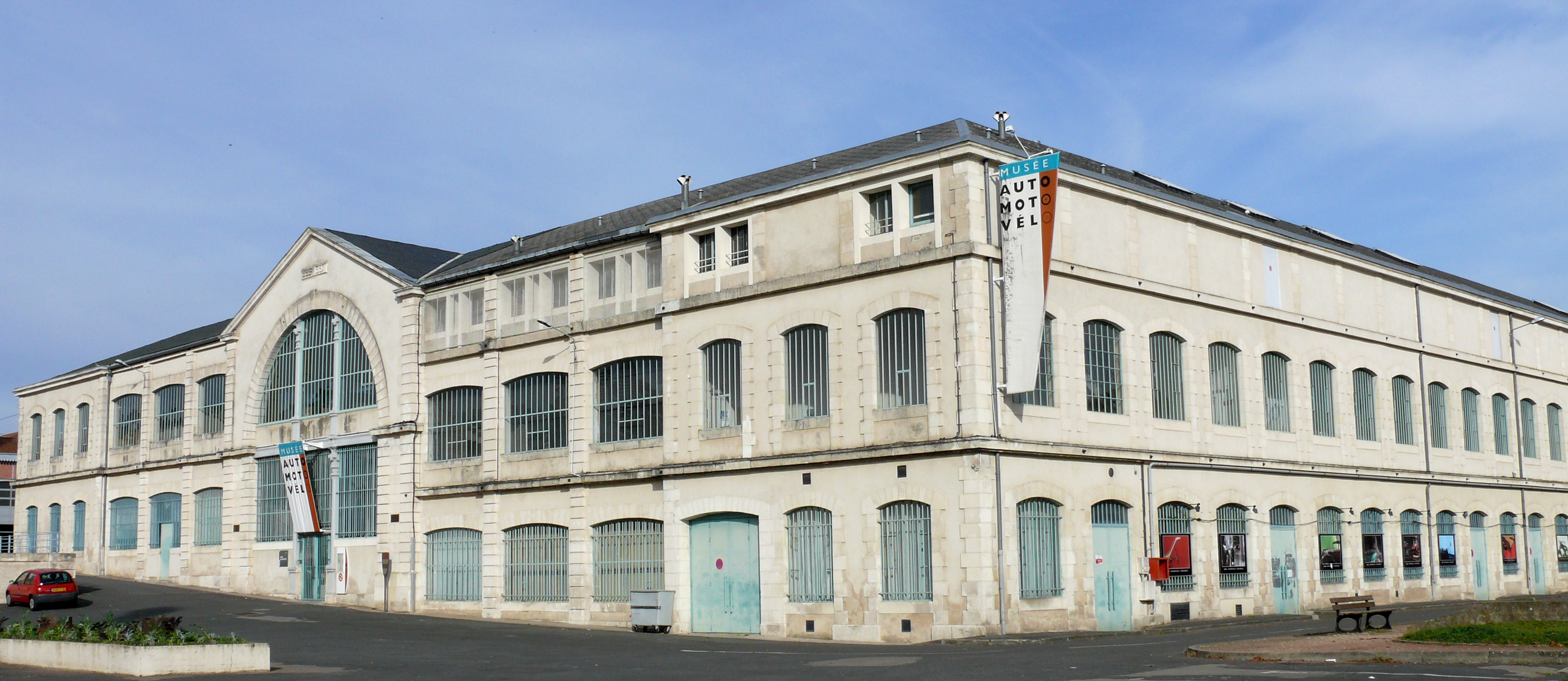
Le musée auto, moto, vélo dans l'ancienne manufacture d'armes.

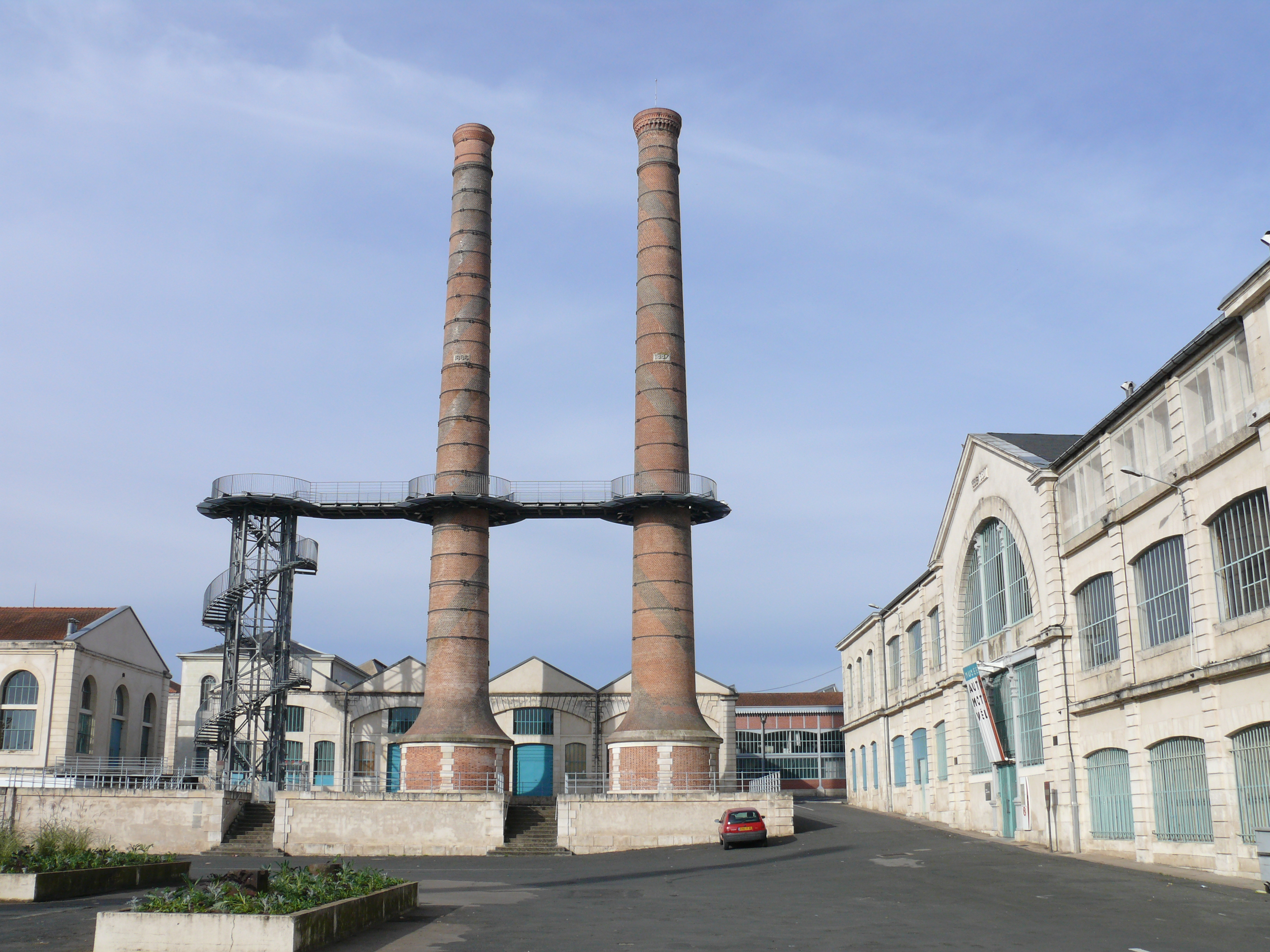
La manufacture d'armes.

- La « Manu » (site de l'ancienne manufacture d'armes), avec le musée auto, moto, vélo et les deux tours.
- L’hôtel Sully est un hôtel particulier du XVIIe siècle qui fut construit avec le surplus des pierres destinées à l’édification du pont Henri-IV. Il abrite depuis 1986 le musée de Châtellerault, créé en 1891 pour une ouverture au public en 1893, date anniversaire de la création des musées par la Convention nationale sous la Révolution. Les collections extrêmement variées se rapportent essentiellement à l'histoire de Châtellerault et de ses environs et comprennent peintures, sculptures d'artistes locaux ou provenant des établissements religieux de la ville, mais aussi de l'archéologie, des faïences, de la coutellerie et des armes. Sans oublier les souvenirs du cabaret du Chat noir montmartrois de Rodolphe Salis, originaire de Châtellerault, une importante collection de coiffes locales, le souvenir des Acadiens, et celui du philosophe Descartes.
- La maison Descartes, bel hôtel particulier qui appartenait aux grands-parents du célèbre philosophe, René Descartes. Construit au début de la Renaissance, cet édifice est caractéristique des hôtels particuliers de cette époque. Situé dans l'axe commercial de Châtellerault, Descartes y séjournait régulièrement. L'ancien collège, situé en face de la maison, a accueilli Descartes pendant quelques années.
- Le pont Henri-IV a été commandé en 1565 par Catherine de Médicis pour remplacer un pont de bois. Il fut conçu par Jacques Androuet du Cerceau, architecte du pont Neuf à Paris. Il fut inauguré en 1611, les guerres de Religion ayant retardé les travaux. Les deux tours sur la rive gauche défendaient autrefois l’accès à la cité. Elles étaient jusqu’au XIXe siècle, reliées par un pavillon central.
- Le pont Camille-de-Hogues, premier pont routier en béton armé de France, construit en 1899 pendant le mandat du maire Camille de Hogues. Ses appellations précédentes, pont Neuf et pont de la Manufacture, rappellent que cet ouvrage est construit pour désenclaver le quartier de la Manufacture en offrant un accès rapide par les nouveaux quartiers de la rive droite. Construit en quatre mois sous la direction de l'architecte et entrepreneur François Hennebique, l’ouvrage, large de 8 mètres et long de 150 mètres, a subi des tests de solidité réguliers, dont le défilé au pas cadencé de 250 soldats ou le passage de chariots de 16 tonnes. Classé monument historique le 22 novembre 2002, labellisé « Patrimoine du XXe siècle », il a été restauré entre 2006 et 2009.
- Le pont d'Estrées, pont sur l'Envigne, placé sur la route de Paris à Bordeaux, est reconstruit sur ordre de monsieur de Beaussant, intendant du Poitou entre 1728 et 1732. Le pont est restauré et élargi en 1933. En 1975, le pont de pierre est repris dans une maçonnerie en béton.
- Pont ferroviaire aval construit en 1954 par les établissements Baudet, Donon et Roussel.
- Le pont Nelson-Mandela (aussi appelé « pont Bleu ») : pont amont de la rocade Est de Châtellerault, pont mixte construit sur la Vienne entre 2006 et 2007.
- Le château et le parc du Verger.

## Patrimoine religieux

### catholique
- Église Notre-Dame de Châtellerault. L'édifice a été inscrit au titre des monuments historiques en 1942[79].
- Église Saint-Romain de Châtellerault. L'édifice a été inscrit au titre des monuments historiques en 1973[80].

Église Saint-Jacques

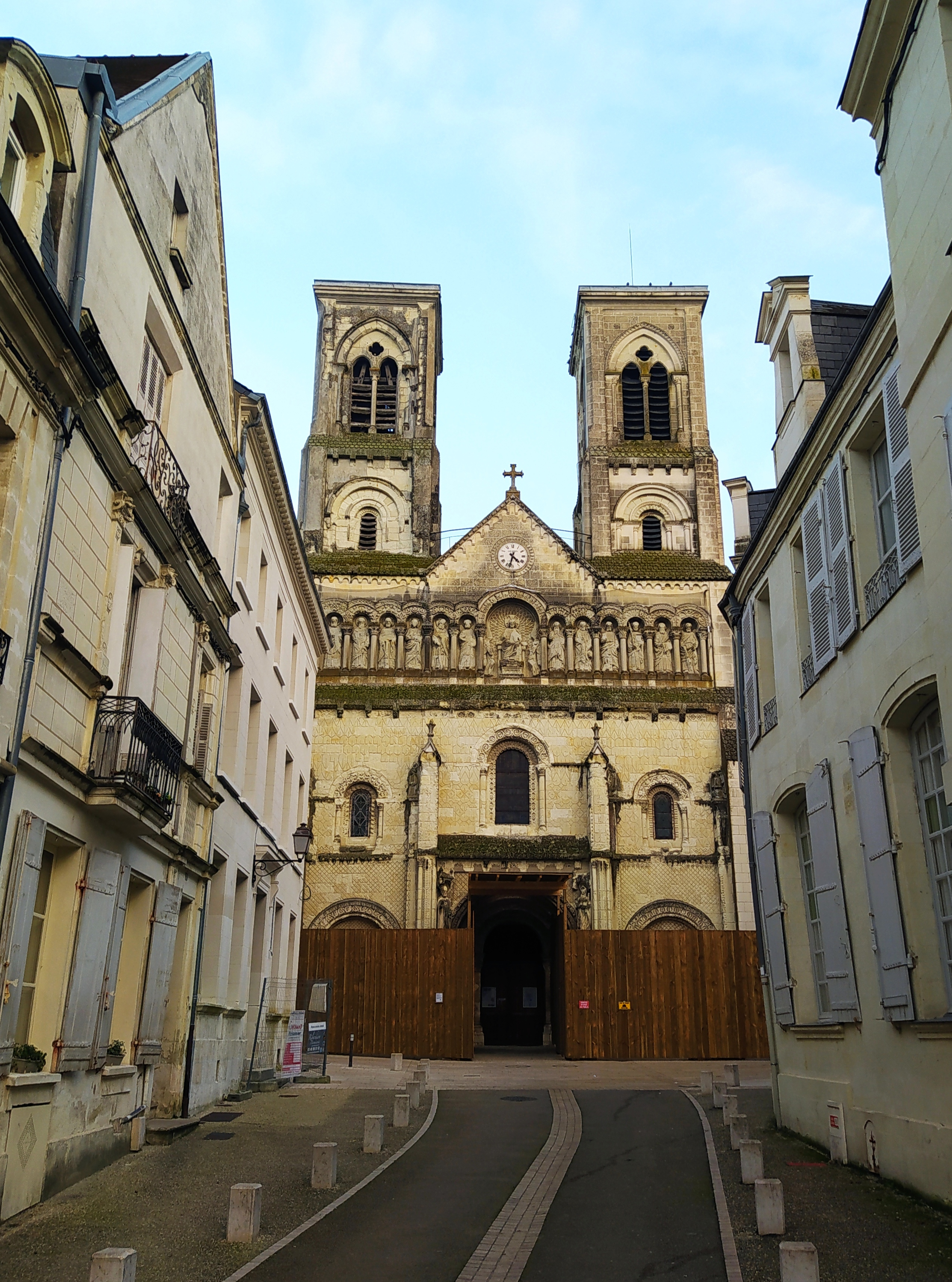
L'église Saint-Jacques.

- L'église Saint-Jacques, rue Saint-Jacques, sa construction a débuté en l'an 1008, grâce à Isembert II, évêque de Poitiers, sur les ruines de la chapelle du prieuré Saint-Jacques. Elle est consacrée en 1066 par le même évêque. Un ex-voto a été offert en 1632 pour célébrer la fin de la peste qui désolait la ville. L'édifice a été inscrit au titre des monuments historiques en 2018[81].

L'église a été complètement restaurée en 1858. Elle possède une statue de saint Jacques en bois polychrome du XVIIe siècle. Châtellerault était (et est toujours) une étape sur le chemin du pèlerinage de Saint-Jacques-de-Compostelle. Un chapiteau représente sur un pilier le sacrifice d'Abraham. Elle possède également un carillon de 50 cloches qu'un clavier permet de faire sonner; en plus du carillon, l'église possède deux bourdons datant de 1867. La restauration de l'église n'avait pas été du goût de Prosper Mérimée, inspecteur des monuments historiques. À la vue du projet présenté par les autorités religieuses, il refusa de donner une subvention du gouvernement. Il écrit : « Le projet de façade est bien mauvais. Quelle diable de manie de reproduire la façade de Notre-Dame de Poitiers ? Et quel cadran sur un tombeau étrusque ! Je ne parle pas des deux canules d'apothicaires qui surmontent les tours ».
Église Saint-Jean-Baptiste
- L'église Saint-Jean-Baptiste, boulevard Blossac, est consacrée le 23 mai 1469. C'est pour remplacer l’église Saint-Jean-Hors-les-Murs en train de tomber en ruines qu’elle fut construite au XVe siècle. Elle fut édifiée en style gothique et son entrée se trouvait en sens opposé, c'est-à-dire sur la rue Saint-Jean, proche de la Grand' Rue, aujourd'hui rue Bourbon.

La nef et les bas-côtés qui avaient sensiblement les 2/3 de la longueur actuelle, ont été conservés dans l'agrandissement intervenu en 1860 sur l'emplacement des anciens remparts. On peut remarquer cela en observant les piliers et les voûtes des deuxième et troisième travées. Cet ensemble fut complété par la construction d'une flèche élégante rasée un siècle plus tard pour des raisons de sécurité car les bombardements durant la Seconde Guerre mondiale l'avaient endommagée.
D'abord sanctuaire modeste, cédant la préséance à Saint-Romain et à Saint-Jacques, Saint-Jean-Baptiste s'est trouvée située face à l'hôtel de ville, lors de l'extension de l'agglomération vers l'est, sous le Second Empire (1858-1870). Elle possède un vitrail frontal (œuvre du XIXe siècle) représentant le baptême de Jésus dans les eaux du Jourdain ainsi qu'une Vierge à l'Enfant du XVIe siècle attribuée au sculpteur Germain Pilon.
Église Saint-Jean-l'Évangéliste 
- L'église Saint-Jean-l'Évangéliste, rue Clément Jannequin dans le quartier de Châteauneuf est remarquable par ses vitraux et la cloche russe de 1897 offerte par le tsar Nicolas II de Russie.

Église Saint-Georges de Targé

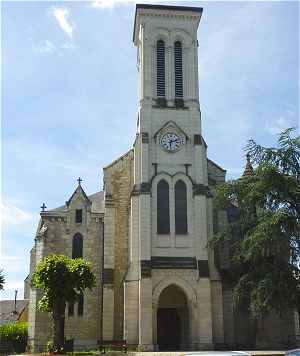
Façade de l'église Saint-Jean-l'évangéliste de Châteauneuf.

- L'église Saint-Georges, rue Marcel Pagnol, est dans l'ancienne commune de Targé ayant fusionné avec Châtellerault en 1972. Elle aurait été bâtie au XIe siècle puis remaniée à plusieurs reprises[83].

Église Sainte-Marie d'Ozon, avenue Pierre Abelin, construite en 1965.
Commanderie d'Ozon

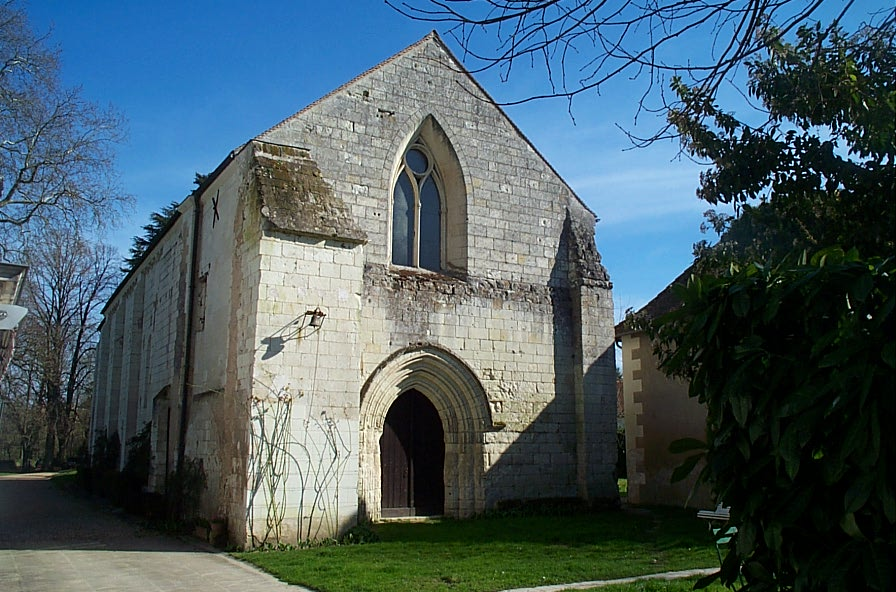
La commanderie d'Ozon.

La commanderie d'Ozon, commanderie templière puis hospitalière. Cette commanderie était, avec celle située à La Rochelle, la principale baillie de la province d'Aquitaine.
Elle a été fondée entre 1130 et 1140 sous Guillaume X d'Aquitaine, mort en 1137, ou Aliénor d'Aquitaine.

### Protestant
- Temple Réformé, rue Adrienne Duchemin.
- Église de Dieu, avenue Camille Pagé[85].
- Église évangélique Vie et Lumière, avenue Jean Mermoz.
- Église Adventiste du Septième Jour, boulevard Victor Hugo.

### Islam
- Mosquée Essalam, avant 2010, la communauté musulmane de Châtellerault possédait un édifice en plein centre du quartier de La Plaine d'Ozon.

Depuis 2010, la communauté a acquis une mosquée de plus de 1 000 mètres carrés qui est toujours en travaux.
Le projet doit aboutir à une mosquée possédant une bibliothèque, des salles de cours, des salles de conférences…
- Mosquée de la Concorde, depuis juillet 2012, une nouvelle mosquée a ouvert ses portes dans le quartier de l'Étang. Maintenant, la communauté musulmane possède deux mosquées dans la ville de Châtellerault.

## Activités festives
- Montgolfières : à présent, Châtellerault a acquis une réputation de niveau international grâce aux concours de montgolfières qu'elle organise :
  - 27 août 1999 : organisation du championnat de France de Montgolfières ;
  - août 2002 : organisation du championnat du Monde de Montgolfières.
- « Jazzellerault » : depuis 1994, la ville de Châtellerault accueille un festival annuel de jazz, au mois de juin, réunissant les plus grands noms et formations de la scène Jazz nationale et internationale. Johnny Griffin (1928-2008) en fut le parrain, il s'était installé à Mauprévoir, dans la campagne proche de Châtellerault, depuis plusieurs années.
- Dans les années 1970, la Maison des Jeunes et de la Culture organisa des concerts de jazz avec les venues de Archie Shepp et de Anthony Braxton[86].
- « Visa Vacances » : cette animation se déroule pendant les grandes vacances ; gratuite, elle permet au plus grand nombre de pouvoir faire des activités sportives et culturelles.
- « Le Raid-Aventure » : animation annuelle qui oppose des équipes d'adolescents lors d'activités sportives.
- « Euro Model's » : Exposition annuelle de modélisme, on y retrouve des maquettes d'avions, de voitures, de bateaux et de trains.

## Jumelages
- Velbert (Allemagne) depuis le 9 avril 1965 ;
- Kaya (Burkina Faso) depuis le 11 juillet 1976 ;
- Corby (Angleterre) depuis le 9 septembre 1979 ;
- Comté de Kent-Sud (Canada) depuis le 29 septembre 1984 ;
- Castellón de la Plana (Espagne) depuis le 27 février 1987 ;
- Hamilton (Écosse) depuis le 25 avril 1993 ;
- Piła (Pologne) depuis le 2 octobre 1993.

## Personnalités liées à la commune
- Aénor de Châtellerault (1103-1130), duchesse d'Aquitaine née à Châtellerault, mère d'Aliénor d'Aquitaine.
- Jean II de Harcourt (1240-1302), vicomte de Châtellerault et maréchal de France.
- Clément Janequin (1485-1558), prêtre et compositeur français, né à Châtellerault.
- Jean (ou Jehan) Choisnin (1530-après 1573), secrétaire du duc d'Anjou, roi de Pologne, futur roi de France Henri III[87], né à Châtellerault.
- René Descartes (1596-1650), philosophe, mathématicien et physicien français, auteur du Discours de la méthode (1637). René Descartes ne naquit pas à Châtellerault mais il y passa une grande partie de sa vie, sa famille étant originaire de la ville.
- Jean Daillé (1594-1670), pasteur et théologien protestant, né et décédé à Châtellerault.
- Jean de La Fontaine (1621-1695), fabuliste français, il aurait écrit sa fable Le petit poisson et le pêcheur dans le parc du château du Verger lors de sa visite à son cousin Jean Pidoux en 1663.
- Paul Esprit Marie de La Bourdonnaye (1716-1800), marquis de La Bourdonnay et comte de Blossac, intendant du Poitou sous Louis XV, à qui l'on doit les promenades Blossac.
- Jérôme-Joseph Geoffroy de Limon (1746-1799), homme politique né à Châtellerault, député du tiers état aux Etats Généraux de 1789, maire de Pont-l'Évêque.
- Jacques Antoine Creuzé-Latouche (1749-1800), économiste et homme politique.
- François-Hilaire Gilbert (1757-1800), vétérinaire français, né à Châtellerault.
- Jean Fortuné Boüin de Marigny (1766-1793), général des armées de la République, mort au combat lors du siège d'Angers.
- Louis Martineau  (1772-1838), homme politique né et décédé à Châtellerault, député de la Vienne.
- Paul Proa (1798-1872), négociant, industriel, banquier, homme politique.
- Alfred Hérault (1837-1926), magistrat et homme politique né à Châtellerault, député de la Vienne, auteur d’une Histoire de Châtellerault.
- Adrien Treuille (1842-1917), ingénieur des Manufactures d'État, directeur de la Manufacture d'armes de Châtellerault de 1888 à 1895, né à Châtellerault où une avenue porte son nom.
- Camille Pagé (1844-1917), historien spécialiste de la coutellerie.
- Charles Sabourin (1849-1920), anatomiste, pathologiste et pneumologue, né à Châtellerault.
- Rodolphe Salis (1851-1897), fondateur du cabaret parisien « Le Chat Noir » en 1881, né à Châtellerault.
- Abel Barré (1854-1900), architecte.
- Jules Duvau (1855-1928), homme politique, maire de Châtellerault de 1888 à 1896, député de la Vienne de 1896 à 1902.
- Raoul Péret (1870-1942), homme politique, député de la Vienne, président de l'Assemblée nationale, ministre de la Justice puis des Finances.
- Napoléon III, empereur français qui inaugura la gare de Châtellerault.
- Camille Guérin (1872-1961), chercheur, codécouvreur du vaccin BCG.
- Georges de La Fouchardière (1874-1946), journaliste issu d'une vieille famille poitevine, né à Châtellerault.
- Émile Georget (1881-1960), coureur cycliste français, décédé à Châtellerault.
- Nicolas II, tsar de Russie qui, à la suite de la mission russe de la Manufacture d'armes, offrit à la paroisse de Châteauneuf une cloche en bronze située dans le clocher de l'église Saint-Jean-l'Évangéliste.
- Maxime Dumoulin (1893-1972), compositeur français, décédé à Châtellerault.
- Pierre Alcover (1893-1957), artiste de cinéma, né à Châtellerault, rue de l'Aqueduc.
- Charles Bichat (1901-1964), commissaire de police et résistant, en poste à Châtellerault de juin 1944 à 1947
- Jean-Marie Conty (1904-1999), compagnon de Antoine de Saint-Exupéry à l'Aéropostale, né à Châtellerault.
- Maurice Fombeure (1906-1981), écrivain et poète, a été scolarisé dans un collège de Châtellerault.
- Carmen de Tommaso (Madame Marie-Louise Carven-Grog, connue également sous son nom de naissance Carmen de Tommaso et dite Madame Carven, 1909-2015), modiste et styliste française célèbre pour sa maison de haute couture et pour ses parfums, née à Châtellerault.
- Pierre Abelin (1909-1977), né à Poitiers, ancien ministre et maire de Châtellerault de 1959 à 1977.
- Robert Thuillier (1910-2004), photographe, inventeur de la technique du diaporama en 1950, décédé à Châtellerault.
- Guy Decomble (1910-1964), acteur français, décédé à Châtellerault.
- Pierre Georget (1917-1964), coureur cycliste, médaillé olympique.
- Gérard Nicaisse (1924-2007), écrivain, est né et est enterré à Châtellerault.
- Claude Colette (1929-1990), coureur cycliste professionnel de 1952 à 1963, né à Châtellerault.
- Paul Fromonteil, (1930-2020) homme politique, retraité de l'éducation nationale et ancien conseiller municipal, ancien vice-président de la région Poitou-Charentes, secrétaire particulier de Georges Marchais de 1976 à 1980, chevalier de la Légion d'honneur.
- Bernard Panafieu (1931-2017), cardinal, archevêque de Marseille, né à Châtellerault.
- Luc Montagnier (1932-2022), virologue français, professeur à l'institut Pasteur, pour avoir été le directeur du laboratoire qui a découvert en 1983 le VIH, prix Nobel de médecine (2008).
- Jean Pradel, professeur de droit privé, spécialiste de droit pénal, né à Châtellerault en 1933.
- Édith Cresson, née en 1934, ancien maire de Thuré (1977-1983), près de Châtellerault puis de Châtellerault (1983-1997), ancienne conseillère générale, ancienne conseillère régionale et ancien Premier ministre.
- Dominique Jamet (né en 1936), journaliste et écrivain français, ancien président de l'établissement public de la Bibliothèque de France (EPBF), conseiller municipal de Châtellerault de 1983 à 1989.
- Christiane Martel, née en 1936, mannequin, Miss Châtellerault 1952 et Miss Univers 1953
- Jérôme J.P. Touzalin[88], dramaturge, né à Tours en 1941, a vécu et fait ses études secondaires à Châtellerault.
- Michel Renouard (né en 1942), universitaire spécialiste de l'Inde, écrivain et romancier, vécut plusieurs années à Châtellerault ; la ville (où sont nées deux de ses filles) est présente dans plusieurs de ses romans.
- Jean-Claude Pennetier (né en 1942), pianiste classique, y est né.
- Danièle Gilbert (né en 1943), chanteuse et animatrice de télévision française, se présenta en 2008 aux élections municipales de Châtellerault.
- Jean-Pierre Abelin, fils de Pierre Abelin né à Poitiers en 1950, ancien député, maire de Châtellerault depuis 2008.
- Marcel Bilbao Bilbao (1920-2014), déporté à Mauthausen.
- Josyane Savigneau (née en 1951), journaliste au quotidien le Monde et écrivaine, née à Châtellerault.
- Guy-Michel Cogné (1954-2018), journaliste, né et mort à Châtellerault.
- Jean-Pierre Thiollet (né en 1956), auteur, a vécu et fait ses études secondaires à Châtellerault.
- Philippe Guillemet, footballeur puis entraîneur, né en 1963 à Châtellerault.
- Laurent Chatrefoux (né en 1965), footballeur professionnel, né à Châtellerault.
- Jean-Christophe Lagarde (né en 1967), député-maire de Drancy, né à Châtellerault.
- Guillaume Poitrinal (né en 1967), entrepreneur, président de la Fondation du patrimoine, né à Châtellerault.
- Philippe Croizon (né en 1968), ancien ouvrier devenu athlète après la perte de tous ses membres, né à Châtellerault.
- Benoît Cauet (né en 1969), footballeur professionnel français, né à Châtellerault.
- Franck Azzopardi, (né en 1970) joueur de football français.
- Nathalie Kosciusko-Morizet, femme politique française, née en 1973, dont la mère, Bénédicte Treuille, est une descendante directe d’une ancienne famille de la grande bourgeoisie longtemps engagée dans la vie économique et politique de la région de Châtellerault (une avenue jouxtant la mairie porte son nom).
- Toinette Laquière (née en 1975), actrice.
- Guillaume Bruère, dit GIOM (né en 1976), artiste, né à Châtellerault.
- Véronique Soufflet, chanteuse et comédienne.
- Sylvain Chavanel (né en 1979), coureur cycliste français, 6 fois champion de France du contre la montre et 1 fois champion de France sur la course en ligne, né à Châtellerault. Détenteur du record de participations au Tour de France (de 2001 à 2018), ce frère de Sébastien Chavanel a porté le maillot jaune et le maillot à pois et a remporté des étapes de plusieurs Tours de France.
- Sébastien Chavanel (né en 1981), coureur cycliste français (frère cadet de Sylvain Chavanel), vainqueur de la coupe de France 2007, né à Châtellerault.
- Modibo Diarra[89], champion du monde de savate.
- Jean-Luc Grzeskowiak (né en 1959), photographe et homme de radio